# Діон ван Скуер
Діон ван Скуер (Деон ван Анчур, Діон ван Склеер) (англ. Deon van Schoor) — південноафриканський дипломат. Надзвичайний і Повноважний Посол Південноафриканської Республіки в Україні (1992—1996).

## Життєпис
До призначення 22 грудня 1992 року першим Надзвичайним і Повноважним Послом ПАР в Україні, працював у дипломатичних представництвах Південноафриканської Республіки в Тайвані, у Великій Британії та Федеративній Республіці Німеччина.
18 березня 1993 року вручив вірчі грамоти Президенту України Леоніду Кравчуку, наголосивши, що Україна та ПАР одночасно стали повноправними учасниками міжнародної політики, мають велике регіональне значення та долають негативний спадок минулого, створюючи соціально-ринкову економіку.
За сумісництвом був акредитованим у Вірменії, Грузії та Молдові.

## Конфлікт з мерією Києва
Коли міська влада Києва вирішили прокласти новий шестисмуговий гайвей через паркувальний майданчик біля сучасного, витриманого в стилі західного модерну комплексу Макулан, посол Південної Африки в Україні, чиє посольство розміщено якраз в цьому комплексі, заблокував дорогу бульдозерам своїм «Мерседес-Бенцом». Посол, заявив, що він протестував проти будівельних робіт з принципу — міська адміністрація не тільки проігнорувала обумовлене дипломатичними угодами право посольства на зону безпеки, але і, що ще гірше, навіть не спромоглася заздалегідь попередити посла, що намічаються будівельні роботи. Меру Києва Леоніду Косаківському довелося піти на поступки, киянам залишили чотири смуги для проїзду.

## Автор публікацій
Діон ван Скуер: «Ви просуваєтесь, як човен по річці» Універсум :: 9–10 (22–23), 1995.